# 帝國鷹酒杯
帝國鷹酒杯（德語：Reichsadlerhumpen）或鷹玻璃杯是16世紀至18世紀末神聖羅馬帝國流行的飲酒器皿。琺瑯玻璃上飾有雙頭鷹，通常是四元鷹形狀。Reichsadler的意思是「帝國之鷹」或雙頭鷹，是帝國的象徵，而「humpen」指的是圓柱形的水杯。這些燒杯成為代表帝國出現的最流行的解釋模型的基本媒介：以漢斯·伯格邁爾為代表的四元數理論。
帝國鷹酒杯展現了主人與帝國之間的團結，因其裝飾性和發光色彩而廣受歡迎。但這些飲酒器皿也因其寬敞的尺寸而受到重視。同樣受歡迎的是選帝侯的酒杯，上面裝飾著皇帝和選帝侯作為帝國最重要的代表的插圖。
世界各地的博物館中都陳列著許多帝國之鷹酒杯。在拍賣會上，保存完好的作品售價高達數千歐元。